# Triathlon ai Giochi della XXXI Olimpiade - Gara maschile
La gara maschile di triathlon dei Giochi della XXXI Olimpiade si svolgerà il 18 agosto 2016 nella zona del Forte di Copacabana. La gara consisterà in 1500 m di nuoto, 40 km di ciclismo e 10 km di corsa.

## Risultati
Dopo una frazione natatoria che ha visto come protagonista Richard Varga e l'italiano Alessandro Fabian, nella seconda frazione si sono formati vari gruppi. In quello di testa – fra cui vi erano lo stesso Fabian e i due fratelli inglesi Alistair Brownlee e Jonathan Brownlee – si è avuta una frazione ciclistica estremamente dura. Dopo la seconda transizione i fratelli Brownlee hanno impostato ritmi di corsa elevatissimi che solamente il sudafricano Henri Schoeman riusciva a mantenere. Dopo 10 km di corsa praticamente in solitaria, Alistair Brownlee è giunto al traguardo, vincendo l'oro olimpico per la seconda volta in due edizioni consecutive, seguito dal fratello Jonathan e da Henri Schoeman.
| Classifica | N° Pettorale | Nazione       | Triatleta              | Nuoto    | Bici     | Corsa    | Tempo totale* | Differenza |
| ---------- | ------------ | ------------- | ---------------------- | -------- | -------- | -------- | ------------- | ---------- |
| Oro        | 5            | Gran Bretagna | Alistair Brownlee      | 00:17:24 | 00:55:04 | 00:31:09 | 01:45:01      | +0:00      |
| Argento    | 6            | Gran Bretagna | Jonathan Brownlee      | 00:17:24 | 00:55:04 | 00:31:16 | 01:45:07      | +0:06      |
| Bronzo     | 2            | Sudafrica     | Henri Schoeman         | 00:17:25 | 00:55:01 | 00:31:50 | 01:45:43      | +0:42      |
| 4          | 1            | Sudafrica     | Richard Murray         | 00:18:20 | 00:55:35 | 00:30:34 | 01:45:50      | +0:49      |
| 5          | 11           | Portogallo    | João Pereira           | 00:18:03 | 00:55:52 | 00:30:38 | 01:45:52      | +0:51      |
| 6          | 15           | Belgio        | Marten Van Riel        | 00:17:27 | 00:55:03 | 00:32:10 | 01:46:03      | +1:02      |
| 7          | 18           | Francia       | Vincent Luis           | 00:17:26 | 00:55:04 | 00:32:21 | 01:46:12      | +1:11      |
| 8          | 56           | Spagna        | Mario Mola             | 00:17:37 | 00:56:18 | 00:31:12 | 01:46:26      | +1:25      |
| 9          | 9            | Australia     | Aaron Royle            | 00:17:26 | 00:55:05 | 00:32:47 | 01:46:42      | +1:41      |
| 10         | 7            | Australia     | Ryan Bailie            | 00:17:31 | 00:56:11 | 00:31:53 | 01:47:02      | +2:01      |
| 11         | 49           | Slovacchia    | Richard Varga          | 00:17:18 | 00:55:10 | 00:33:26 | 01:47:17      | +2:16      |
| 12         | 23           | Messico       | Crisanto Grajales      | 00:17:59 | 00:55:52 | 00:32:13 | 01:47:28      | +2:27      |
| 13         | 25           | Norvegia      | Kristian Blummenfelt   | 00:17:39 | 00:56:12 | 00:32:17 | 01:47:31      | +2:30      |
| 14         | 46           | Italia        | Alessandro Fabian      | 00:17:22 | 00:55:07 | 00:33:37 | 01:47:35      | +2:34      |
| 15         | 52           | Canada        | Tyler Mislawchuk       | 00:17:31 | 00:56:23 | 00:32:33 | 01:47:50      | +2:49      |
| 16         | 20           | Svizzera      | Andrea Salvisberg      | 00:17:28 | 00:55:04 | 00:34:00 | 01:47:56      | +2:55      |
| 17         | 36           | Nuova Zelanda | Ryan Sissons           | 00:17:34 | 00:56:20 | 00:32:45 | 01:48:01      | +3:00      |
| 18         | 54           | Spagna        | Fernando Alarza        | 00:18:05 | 00:56:23 | 00:32:11 | 01:48:08      | +3:07      |
| 19         | 19           | Svizzera      | Sven Riederer          | 00:17:48 | 00:56:03 | 00:33:00 | 01:48:15      | +3:14      |
| 20         | 26           | Ungheria      | Gábor Faldum           | 00:18:00 | 00:55:56 | 00:33:06 | 01:48:20      | +3:19      |
| 21         | 35           | Nuova Zelanda | Tony Dodds             | 00:17:31 | 00:56:24 | 00:33:06 | 01:48:24      | +3:23      |
| 22         | 24           | Messico       | Irving Perez           | 00:17:35 | 00:56:21 | 00:33:10 | 01:48:26      | +3:25      |
| 23         | 39           | Stati Uniti   | Joe Maloy              | 00:18:03 | 00:56:25 | 00:32:37 | 01:48:30      | +3:29      |
| 24         | 8            | Australia     | Ryan Fisher            | 00:18:01 | 00:55:42 | 00:33:25 | 01:48:34      | +3:31      |
| 25         | 17           | Francia       | Pierre Le Corre        | 00:17:28 | 00:57:02 | 00:32:43 | 01:48:36      | +3:35      |
| 26         | 44           | Israele       | Ron Darmon             | 00:18:06 | 00:55:48 | 00:33:21 | 01:48:41      | +3:40      |
| 27         | 55           | Spagna        | Vicente Hernandez      | 00:18:10 | 00:55:41 | 00:33:34 | 01:48:50      | +3:49      |
| 28         | 34           | Danimarca     | Andreas Schilling      | 00:18:11 | 00:55:33 | 00:33:46 | 01:48:56      | +3:55      |
| 29         | 38           | Stati Uniti   | Ben Kanute             | 00:17:29 | 00:55:03 | 00:35:01 | 01:48:59      | +3:58      |
| 30         | 48           | Costa Rica    | Leonardo Chacon        | 00:18:11 | 00:55:43 | 00:33:46 | 01:49:06      | +4:05      |
| 31         | 32           | Russia        | Igor' Poljanskij       | 00:17:18 | 00:56:32 | 00:33:49 | 01:49:11      | +4:10      |
| 32         | 31           | Russia        | Dmitry Polyanskiy      | 00:17:24 | 00:57:07 | 00:33:30 | 01:49:26      | +4:25      |
| 33         | 27           | Ungheria      | Tamás Tóth             | 00:17:30 | 00:57:02 | 00:34:05 | 01:50:02      | +5:01      |
| 34         | 47           | Italia        | Davide Uccellari       | 00:17:32 | 00:56:57 | 00:35:09 | 01:51:06      | +6:05      |
| 35         | 12           | Portogallo    | João Silva             | 00:18:08 | 00:56:22 | 00:35:35 | 01:51:33      | +6:32      |
| 36         | 16           | Francia       | Dorian Coninx          | 00:17:28 | 00:56:22 | 00:36:32 | 01:51:50      | +6.49      |
| 37         | 37           | Stati Uniti   | Gregory Billington     | 00:18:15 | 00:59:33 | 00:32:45 | 01:52:04      | +7:03      |
| 38         | 14           | Belgio        | Jelle Geens            | 00:18:36 | 00:59:14 | 00:32:49 | 01:52:05      | +7:04      |
| 39         | 51           | Azerbaigian   | Rostislav Pevtsov      | 00:18:14 | 00:59:32 | 00:32:47 | 01:52:06      | +7:05      |
| 40         | 50           | Irlanda       | Bryan Keane            | 00:18:10 | 00:59:30 | 00:32:51 | 01:52:09      | +7:08      |
| 41         | 45           | Brasile       | Diogo Sclebin          | 00:18:20 | 00:59:29 | 00:33:14 | 01:52:32      | +7:31      |
| 42         | 53           | Canada        | Andrew Yorke           | 00:18:17 | 00:59:10 | 00:33:56 | 01:52:46      | +7:45      |
| 43         | 33           | Porto Rico    | Manuel Huerta          | 00:18:19 | 00:59:30 | 00:34:08 | 01:53:22      | +8:21      |
| 44         | 10           | Portogallo    | Miguel Arraiolos       | 00:18:44 | 00:59:04 | 00:34:22 | 01:53:35      | +8:34      |
| 45         | 29           | Argentina     | Gonzalo Raul Tellechea | 00:18:42 | 00:59:08 | 00:34:23 | 01:53:43      | +8:42      |
| 46         | 21           | Giordania     | Lawrence Fanous        | 00:18:16 | 00:59:34 | 00:35:47 | 01:55:05      | +10:04     |
| 47         | 3            | Austria       | Thomas Springer        | 00:19:45 | 00:59:41 | 00:34:20 | 01:55:14      | +10:13     |
| 48         | 28           | Argentina     | Luciano Taccone        | 00:19:23 | 00:59:56 | 00:34:35 | 01:55:30      | +10:29     |
| 49         | 40           | Ucraina       | Ivan Ivanov            | 00:18:58 | 01:00:26 | 00:35:02 | 01:56:00      | +10:59     |
| 50         | 42           | Cina          | Faquan Bai             | 00:17:31 | 00:59:49 | 00:39:22 | 01:58:08      | +13:07     |
|            | 4            | Gran Bretagna | Gordon Benson          | 00:18:09 | 00:00:00 | 00:00:00 | DNF           |            |
|            | 30           | Russia        | Alexander Bryukhankov  | 00:17:26 | 00:57:03 | 00:00:00 | DNF           |            |
|            | 43           | Barbados      | Jason Wilson           | 00:17:31 | 00:00:00 | 00:00:00 | DNF           |            |
|            | 22           | Messico       | Rodrigo Gonzalez       | 00:18:38 | 00:00:00 | 00:00:00 | LAP           |            |
|            | 41           | Giappone      | Hirokatsu Tayama       | 00:17:34 | 00:00:00 | 00:00:00 | LAP           |            |